# Не подавай виду (фильм, 2014)
«Не подавай виду» (англ. Something Wicked) — американский психологический триллер режиссёра Дэрина Скотта, с Шантель Ван Сантен, Бриттани Мёрфи и Джулианом Морисом в главных ролях. Фильм является последним в карьере Бриттани Мёрфи, в декабре 2009 года актриса умерла. Название фильма в оригинале является аллюзией на реплику второй ведьмы из четвёртого акта шекспировского «Макбета» Something wicked this way comes («Что-то грешное спешит» в переводе Анны Радловой).

## Сюжет
Джеймс (Робинсон) и Кристина (Ван Сантен) собираются пожениться. Родители Кристины, однако, не в восторге от выбора дочери, и просят подождать до тех пор, пока Кристина не окончит университет. По дороге домой из ресторана, где происходила встреча с родителями, автомобиль Джеймса неожиданно глохнет на железнодорожном переезде. В результате столкновения с поездом гибнут родители Кристины, сидевшие на заднем сидении, а молодые люди остаются живы. Спустя некоторое время Кристина поступает в университет. Как ей кажется, её начинает преследовать загадочная незнакомка. К тому же Кристина начинает подозревать Джеймса в том, что он нарочно подстроил аварию. Кристина теперь живёт в доме своего брата, полицейского Билла (Стюарт), который всеми силами пытается оградить сестру от нежелательных контактов, а та, мучимая кошмарами, постепенно сходит с ума. Странные события заставляют её подозревать вмешательство потусторонних сил. Жена Билла, психиатр Сьюзен (Мерфи), скептически относится к золовке, но, кажется, пытается помочь молодой паре. Одновременно выясняется, что один из пациентов Сьюзен, Райан (Моррис), фантазирует о Кристине.

## В ролях
- Шантель Ван Сантен — Кристина
- Джон Робинсон — Джеймс
- Джулиан Моррис — Райан
- Бриттани Мерфи — Сьюзен
- Джеймс Патрик Стюарт — Билл
- Кэти О’Грэйди — Эрика
- Октоубер Мур — Донна
- Бетти Мойер — Элен
- Роберт Бланш[англ.] — Джон
- Джо Фини — Дэйв
- Лэнс Роузен — Доуг

## Производство
Съёмки фильма проходили в городе Юджин, штат Орегон, в период с апреля по июнь 2009 года. По словам продюсера ленты Джо Коллерана, задержка с выходом фильма на экран была отчасти связана с необходимостью переснять после смерти Мерфи некоторые эпизоды и ожиданием подходящей погоды и повторных разрешений для доступа в некоторые места съёмок в Орегоне. Поскольку это — последний фильм актрисы, создатели картины постарались перемонтировать ленту так, чтобы второстепенная роль Мерфи выглядела максимально выигрышно.

## Релиз
4 апреля 2014 года релиз фильма состоялся в кинотеатрах Юджина, штат Орегон, а 11 апреля 2014 года фильм вышел в США, но в ограниченном релизе. Широкий прокат ленты открылся показами в кинотеатрах Лос-Анджелеса и Лас-Вегаса 12 сентября 2014 года.